# George Austen
George Austen (1731 – Bath, 21 de janeiro de 1805) foi um clérigo inglês da Igreja Anglicana. Austen exerceu a função de pároco de paróquias em Deane e Steventon em Hampshire. Ele é conhecido como o pai da escritora Jane Austen.

## Biografia
Austen era filho de William Austen e Rebecca Hampson, ele e a irmã Philadelphia ficaram órfãos quando ele tinha nove anos de idade, dessa forma, foi colocado sob a proteção do rico tio Francis Austen. Ele frequentou a Tonbridge School e o St John's College, em Oxford. Em 1751, Austen graduou-se Bacharel em Artes e mais tarde, obteve Mestrado em Artes. Em 1760, graduou-se como Bacharel em Divindade. 

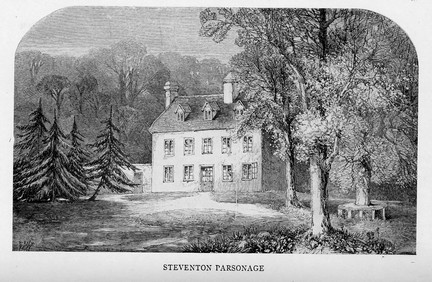
Gravura da reitoria de Steventon, casa da família Austen.

Austen conheceu Cassandra Leigh enquanto ele era estudante em Oxford. Eles se casaram em 26 de abril de 1764 e começaram a vida de casados residindo na reitoria de Deane, em moradia comprada para Austen por seu tio Frances. Em 1771, se mudaram para Steventon Parsonage e ao todo tiveram oito filhos. Seu segundo filho, George, sofria de epilepsia grave e não cresceu na casa da família.
Em 1797,  ele contactou o renomado editor Thomas Cadell, a fim de tentar  publicar - sem sucesso - um romance de autoria de sua filha Jane. O título nomeado como Primeiras Impressões, acabou sendo revisado e publicado posteriormente sob o título de Orgulho e Preconceito (1813). 
No fim de 1800, Austen aposentou-se e teve sua posição sucedida pelo seu filho mais velho, James. Com isso, mudou-se com a esposa e filhas para Bath, Somerset, local em que morreu em 21 de janeiro de 1805.

## Filhos
1. James Austen (1765–1819)
2. George Austen (1766–1838)
3. Edward Austen Knight (1767–1852)
4. Henry Thomas Austen (1771–1850)
5. Cassandra Austen (1773–1845)
6. Sir Francis Austen (1774–1865)
7. Jane Austen (1775–1817)
8. Charles John Austen (1779–1852)